# Ivan Vasiljevič Boldyrev

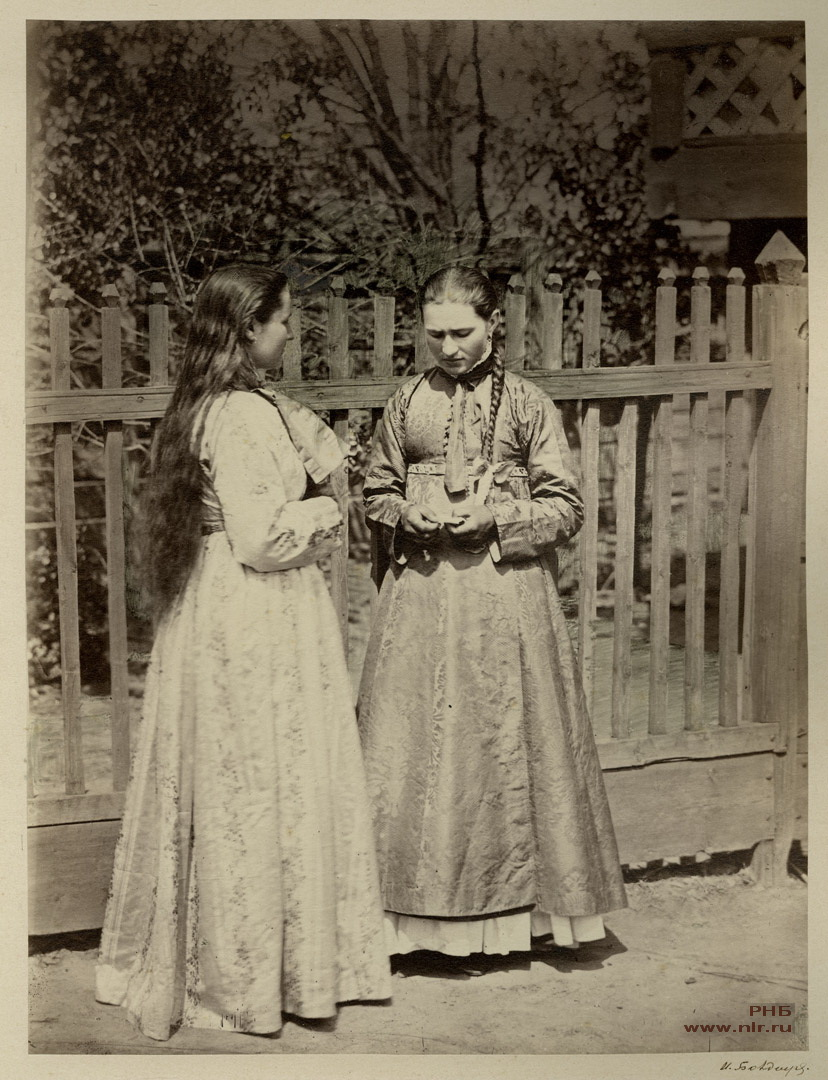
Děvčata v donském národním kroji, 1875–1876

Ivan Vasiljevič Boldyrev (rusky Иван Васильевич Болдырев, 9. září 1850, kozácká dědina Těrnovskaja – ? pravděpodobně po roce 1917) byl ruský fotograf a vynálezce.

## Životopis
Narodil se ve vesnici Těrnovskaja, v okrese Tsimljansk, v Rostovské oblasti, v rodině donského kozáka. V srpnu 1869 odešel do Novočerkassku, kde byl učedníkem fotografa Čerepachina Eliseje Grigorjeviče. V roce 1874 se Boldyrev přestěhoval do Petrohradu, kde nastoupil do služby v Lorencově fotoateliéru a začal studovat na Carské akademii umění. Ale o rok později se vrátil do své vlasti.
Celé léto 1875 cestoval s fotografickou kamerou kozáckými dědinami Cimljanskaja, Kumšackaja, Esaulovskaja a zachycoval život kozáků. Po návratu do Petrohradu Boldyrev přivesl dvě alba fotografií, jejichž etnografická a umělecká hodnota byla mezi odborníky a milovníky umění velmi ceněna. Později získala jedno album Ruská národní knihovna a druhé Ruská geografická společnost.
V roce 1878 Boldyrev informoval ruskou technickou společnost o vynálezu objektivu s krátkým zaostřením. Později byl v pavilonu fotografa Andreje Deněra za přítomnosti Dmitrije Mendělejeva a dalších vědců objektiv testován. Tento objektiv umožnil při fotografování skupinového portrétu dokonale zobrazovat perspektivu. Snímek pořízený objektivem byl vysoce ceněn a Boldyrevovi bylo doporučeno, aby si udělil privilegium vynálezu (předrevoluční název patentu), ale Boldyrev odmítl, protože neměl příležitost uložit 150 rublů stanovených v tomto případě. Také díky odmítnutí úředníků se vynález nikdy nedostal na mezinárodní výstavu v Paříži.
Boldyrev je autorem prvního vzorku pryskyřičného elastického filmu, který byl úspěšně představen na Ruské výstavě v Moskvě v roce 1882.
V roce 1889 Boldyrev navrhl a zkonstruoval originální návrhy precizně fungující okamžité závěrky objektivu, která byla na setkání Ruské technické společnosti uznána jako nejlepší ze všech dostupných na trhu v té době.

## Galerie

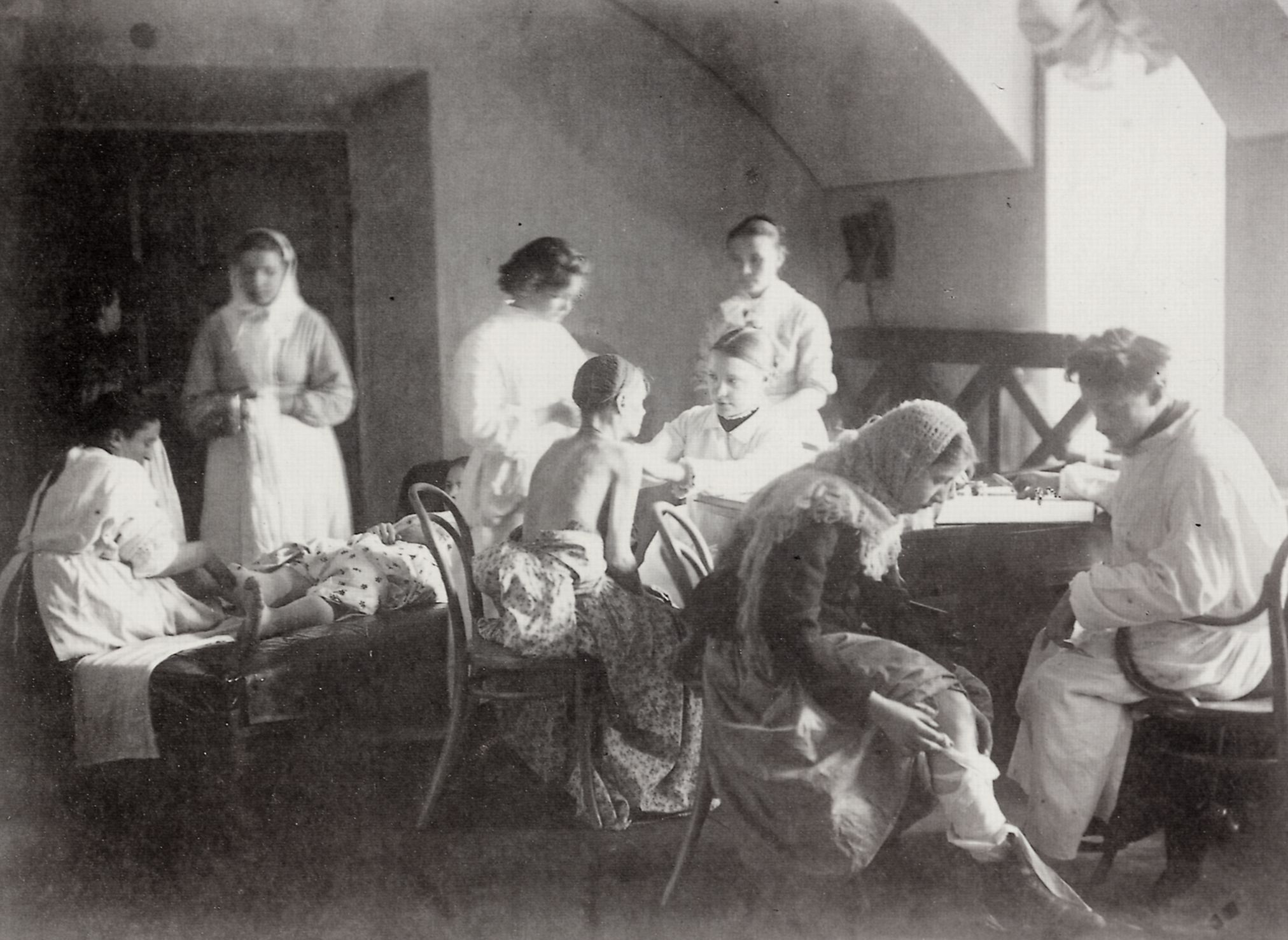
Nemocnice Obuchov, Petrohrad
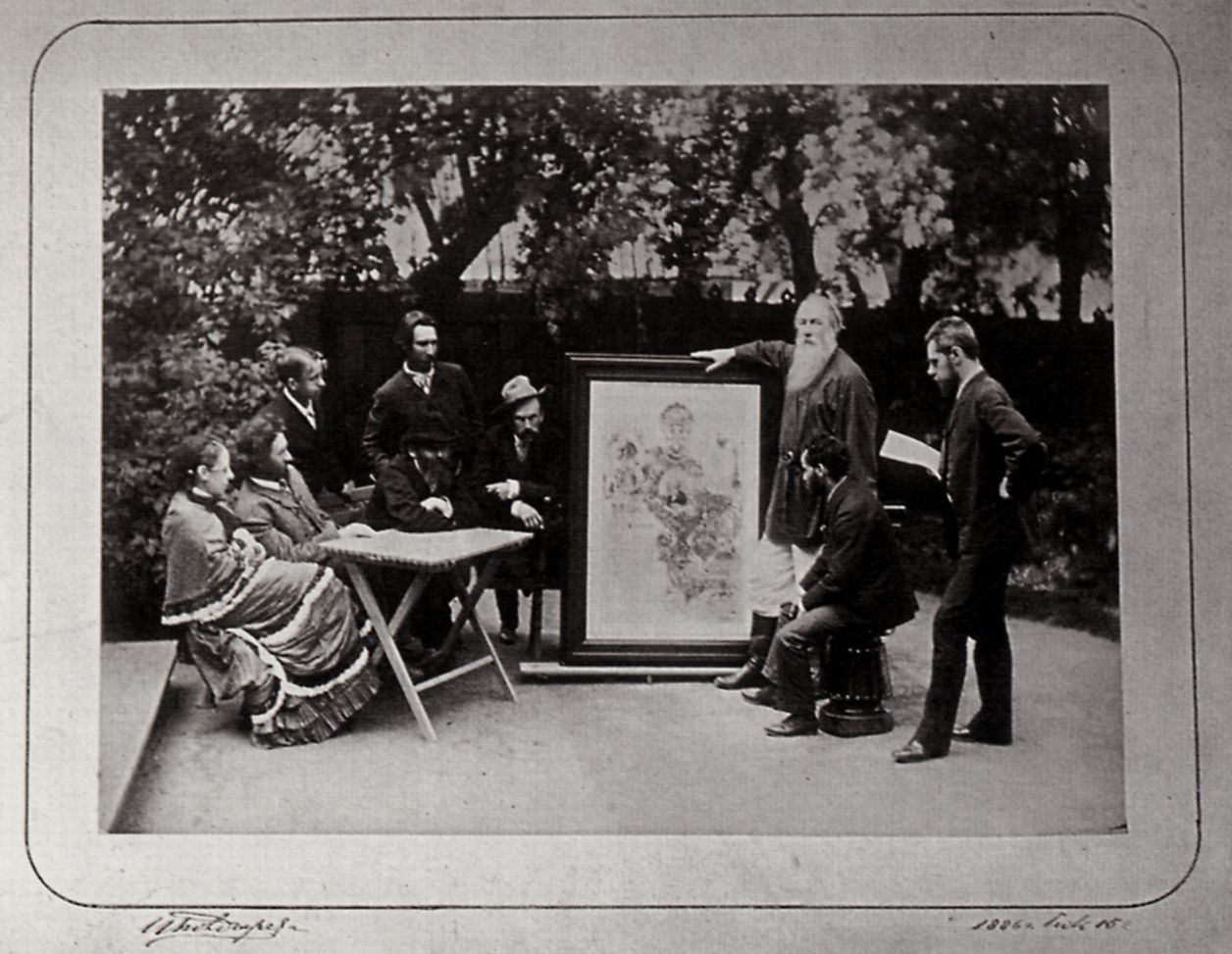
Historik umění Vladimir Vasiljevič Stasov v kruhu malířů
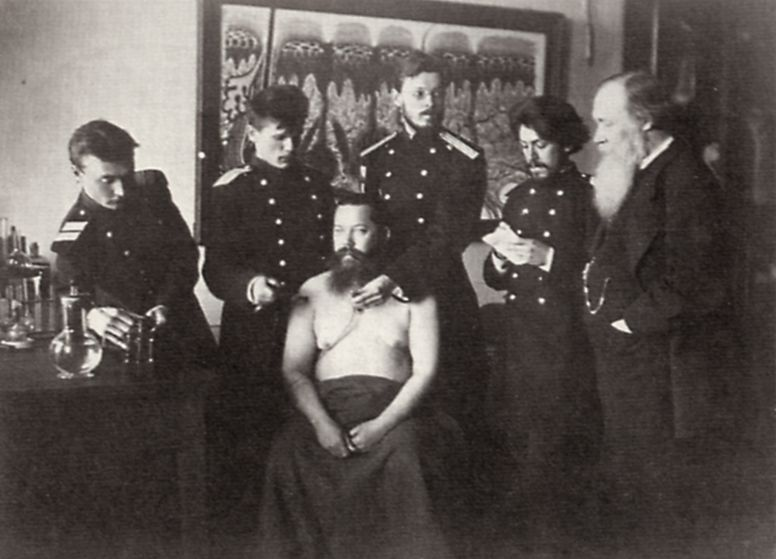
Elektroterapie, Vojenská lékařská akademie, Petrohrad
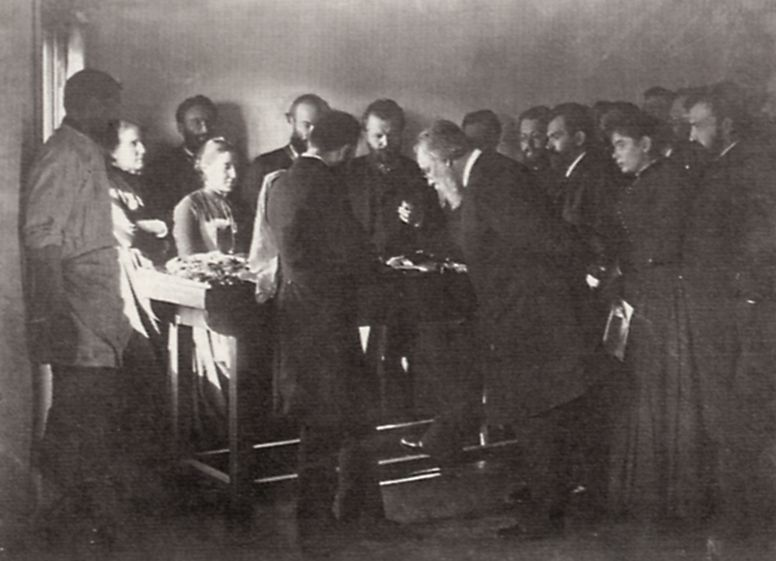
Profesor Sergej Petrovič Botkin se studenty v pitevním sálu, Petrohrad
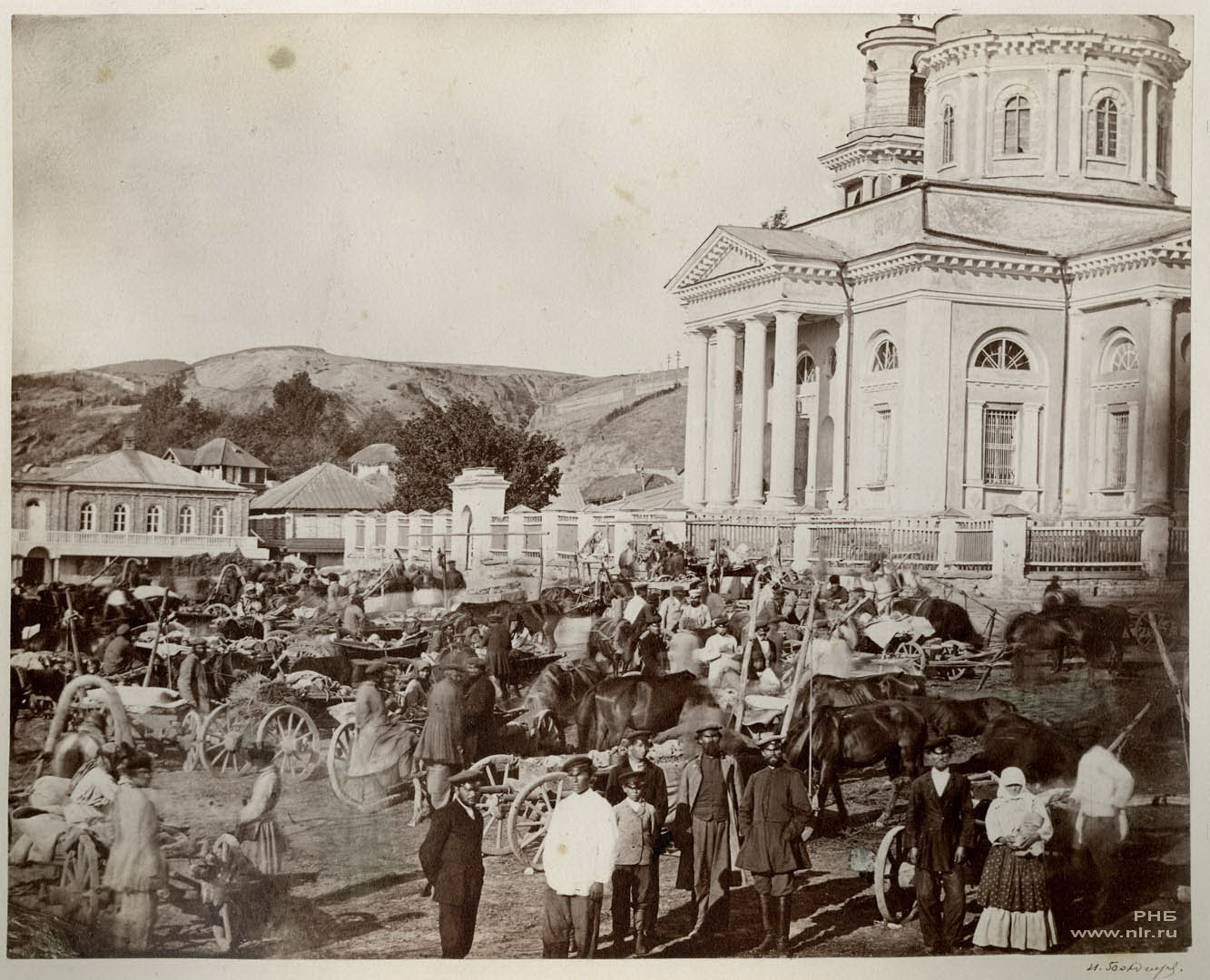
Trh, Cimljanskaja, 1875–1876
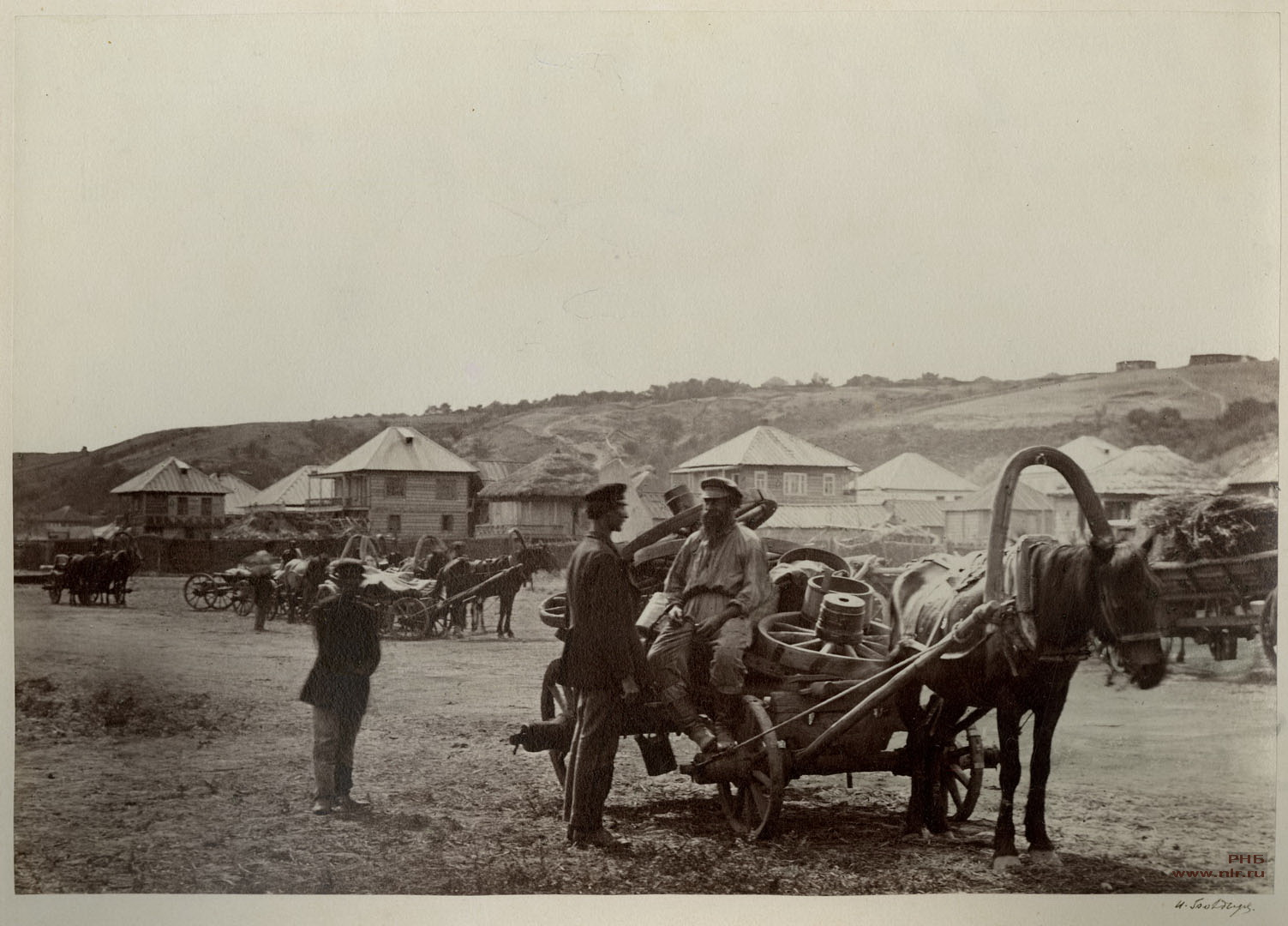
Návrat kozáků z trhu do vesnice Cimljanskaja, 1875–1876
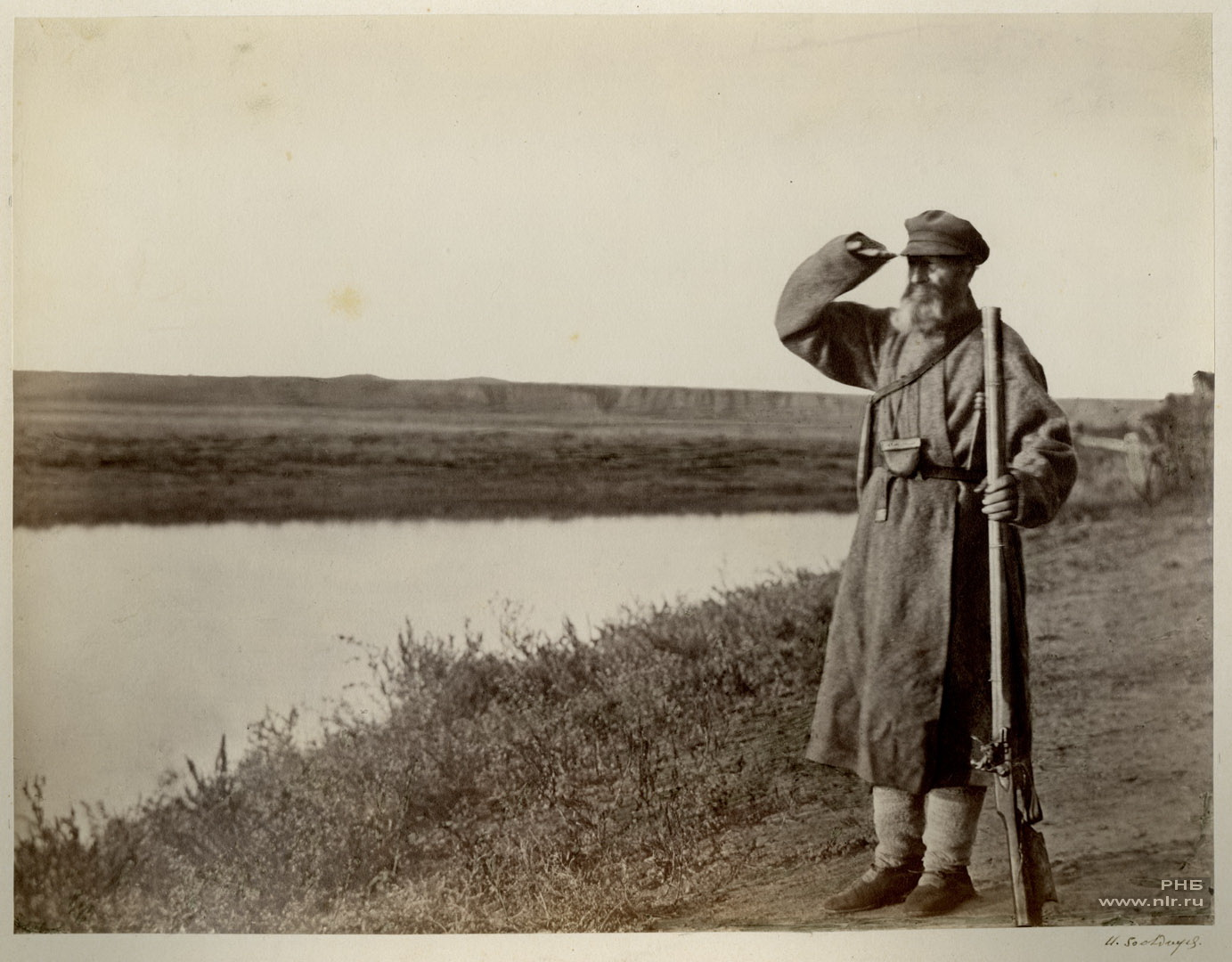
Donský kozák, lovec, 75 let, 1875–1876
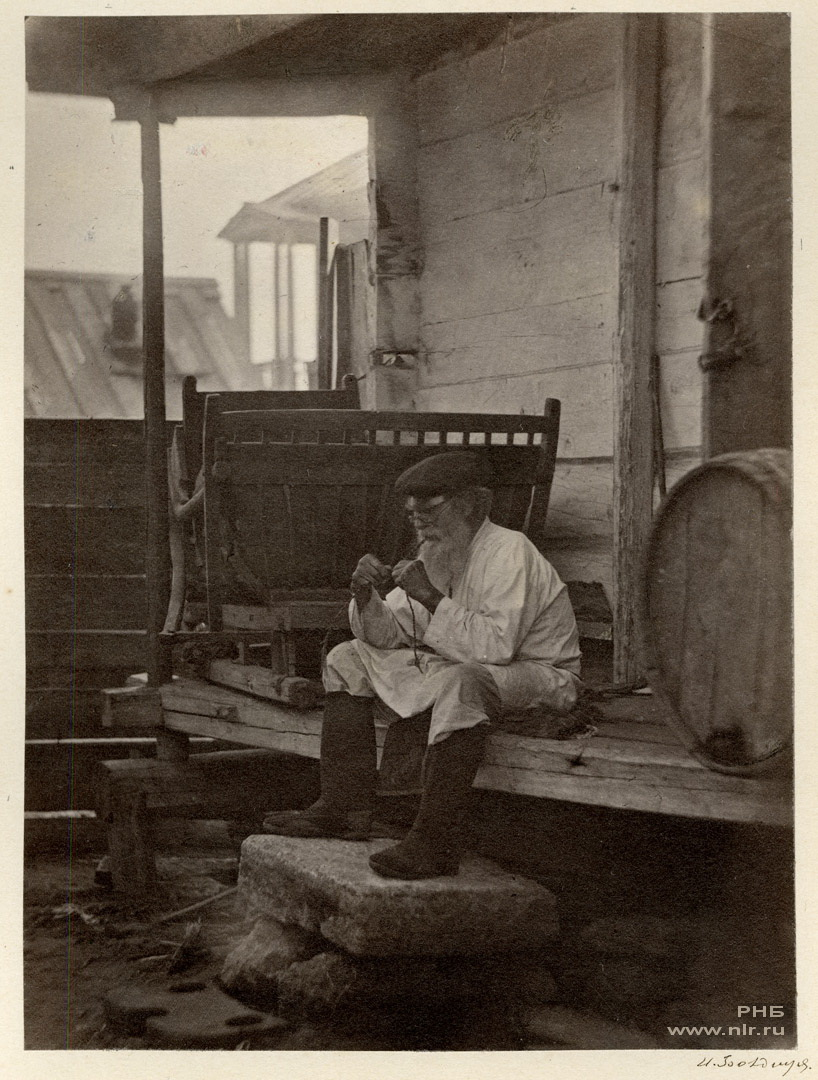
Kozák prodává cimljanské víno, 1875–1876
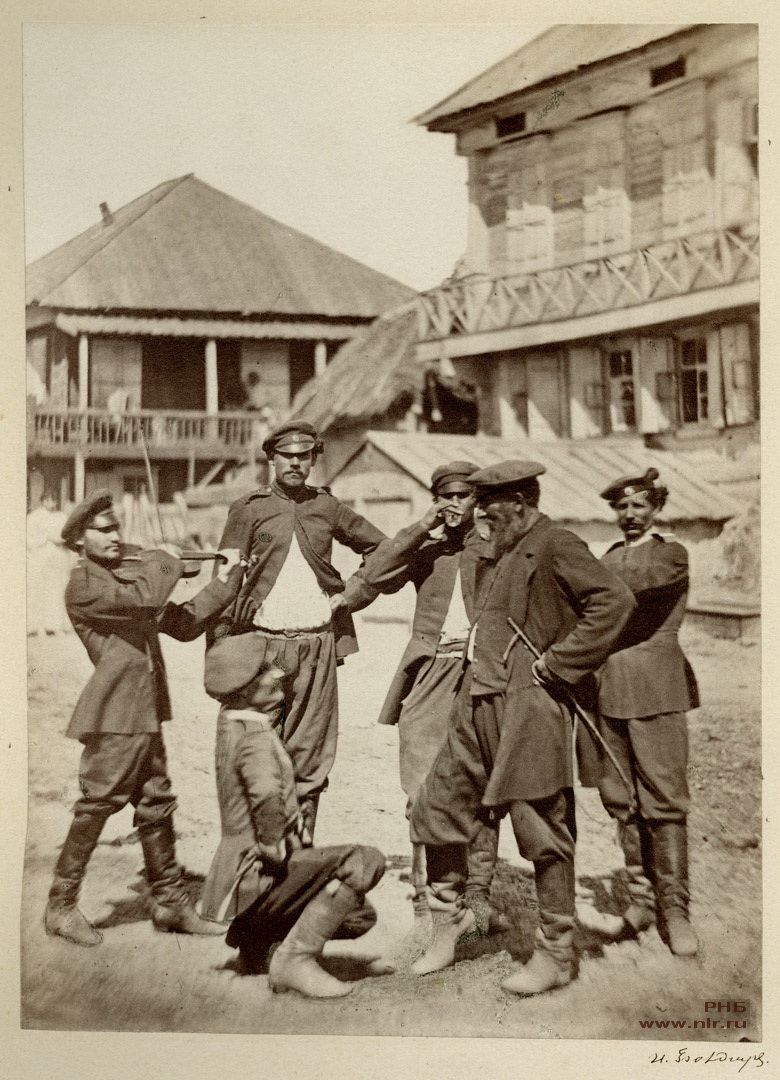
Kozáci před odjezdem do služby, 1875–1876
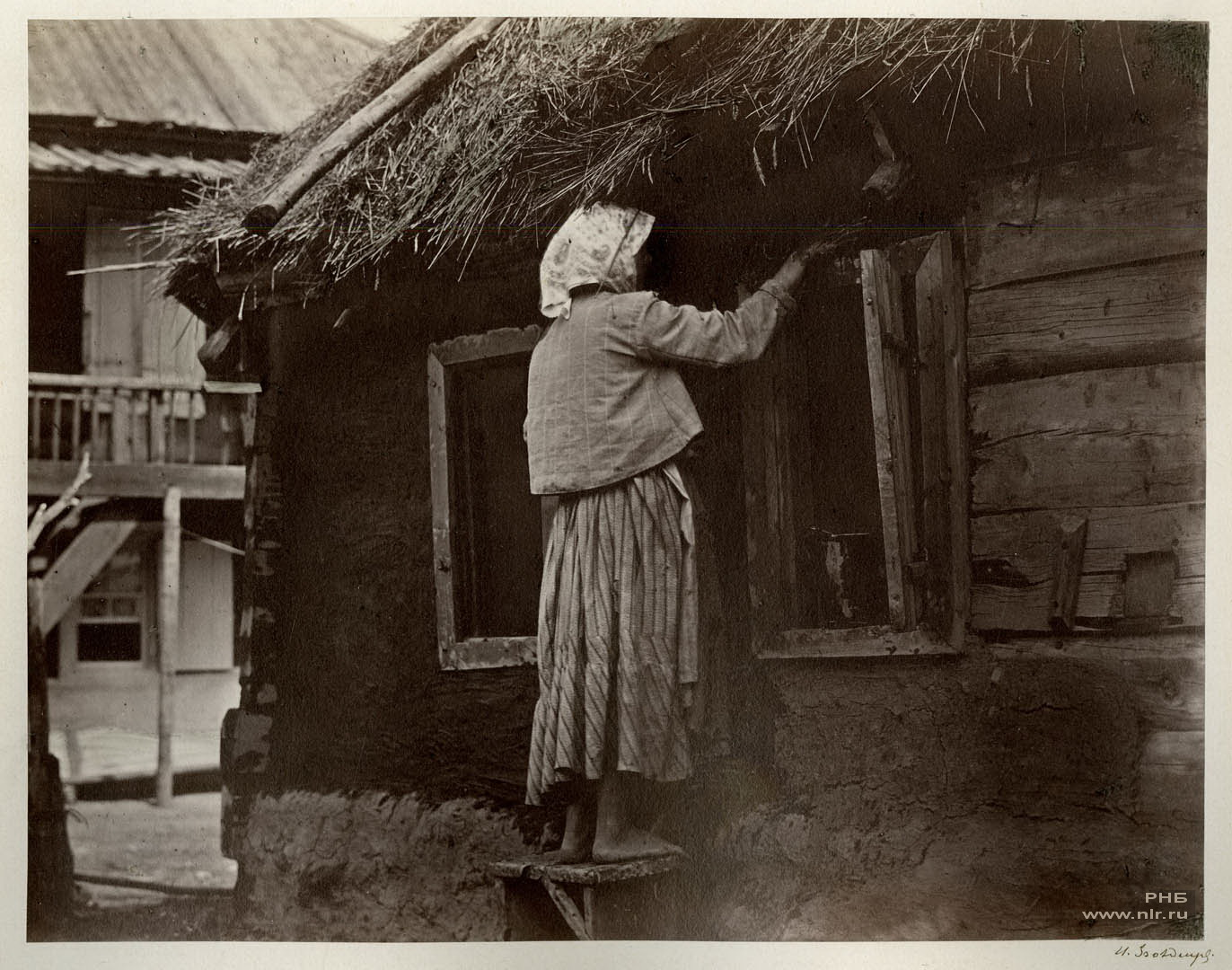
Kozačka opravuje okno, Cimljanskaja, 1875–1876
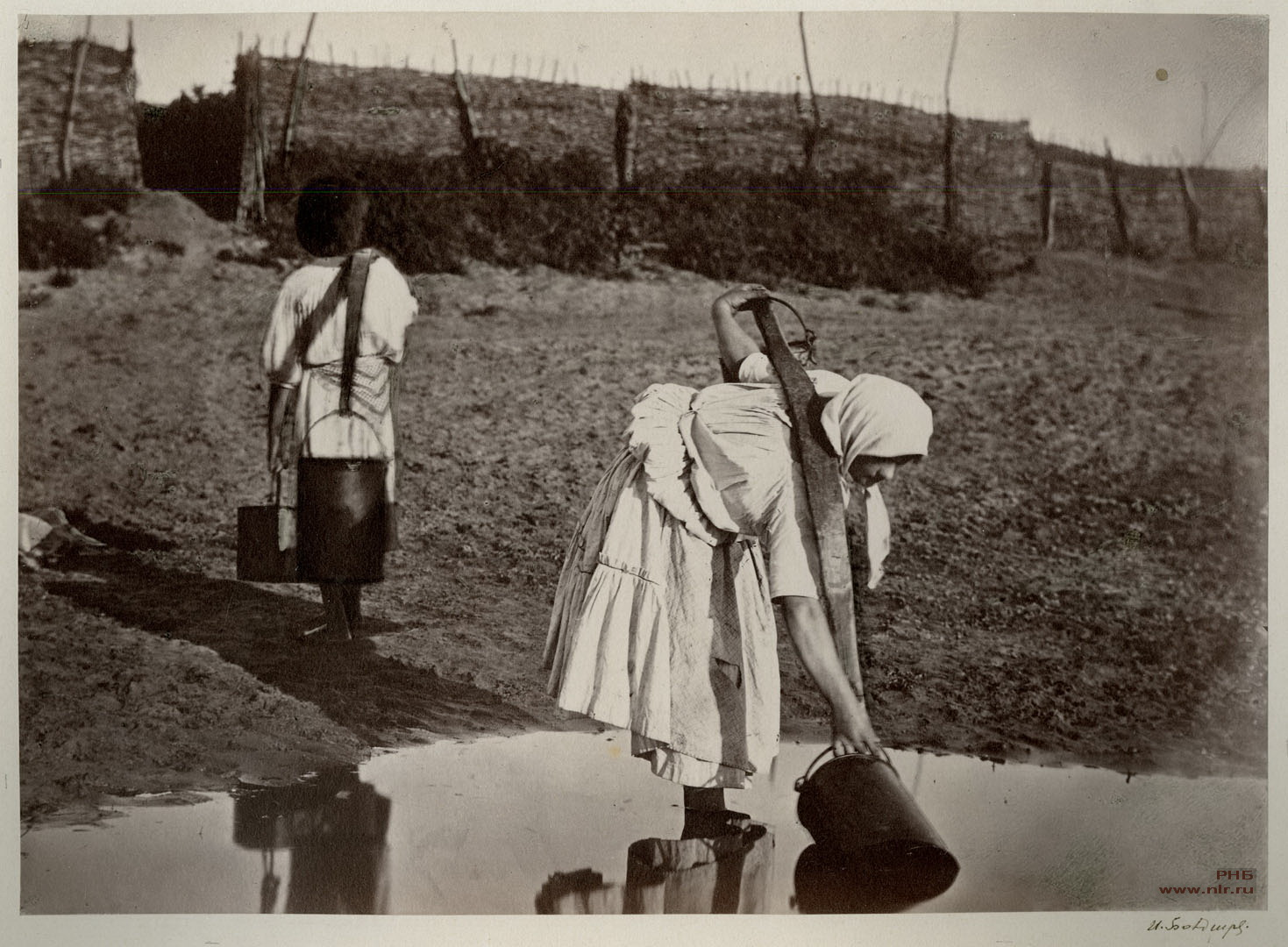
Кozačky zalévají zahradu, 1875–1876
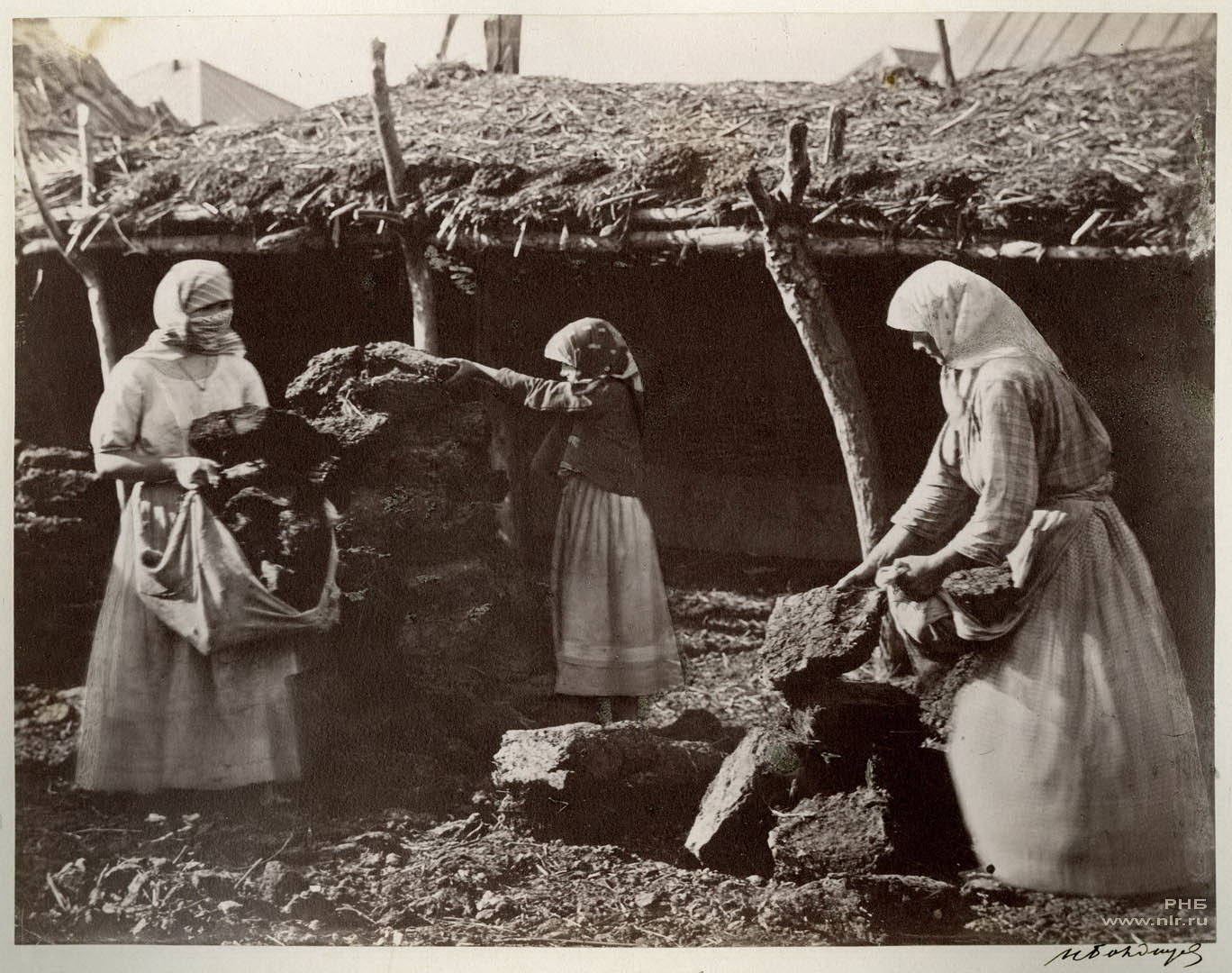
Кozáci používají sušený trus jako palivo, Cimljanskaja, 1875–1876
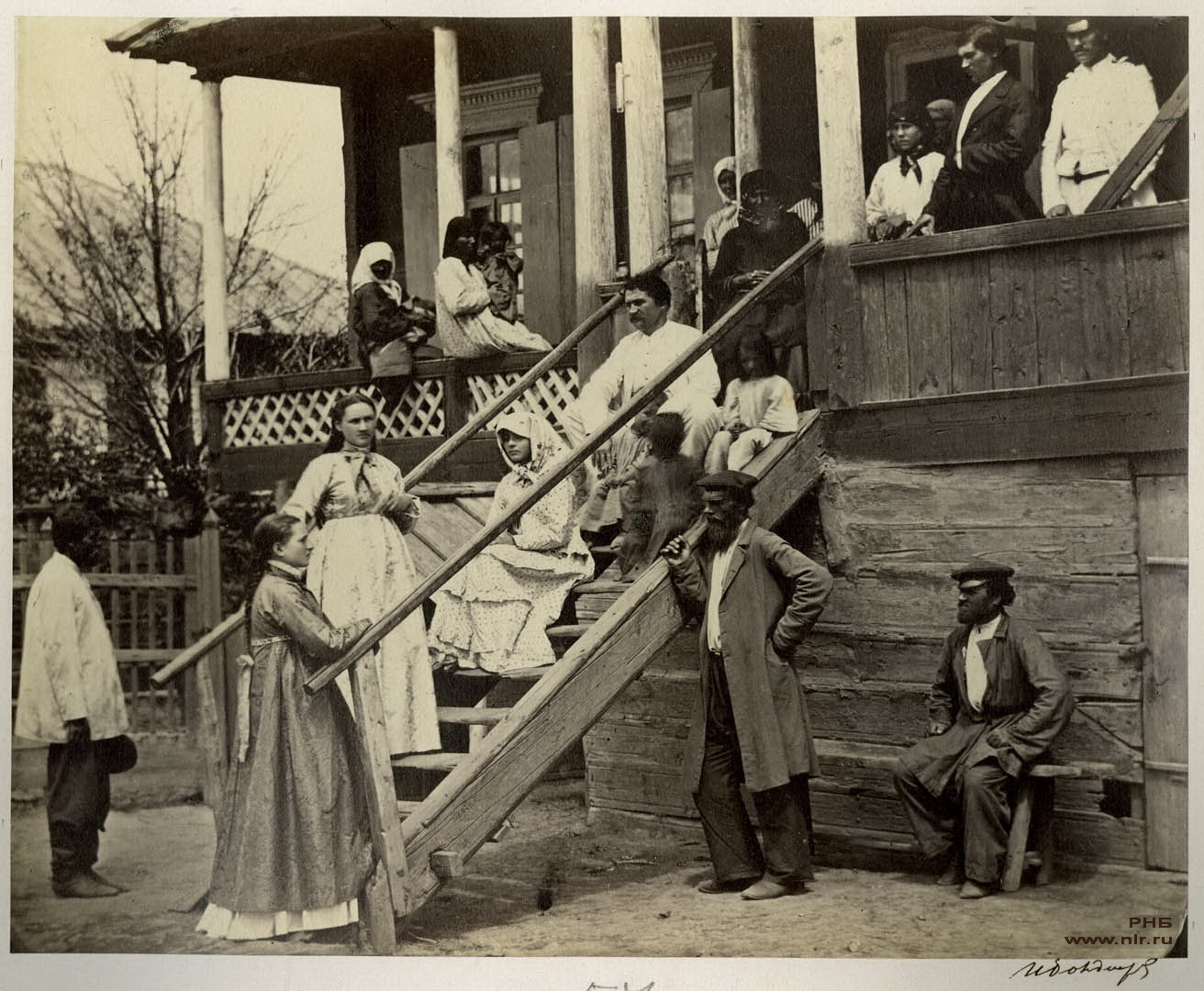
Kozácká rodina ve svátek, 1875–1876
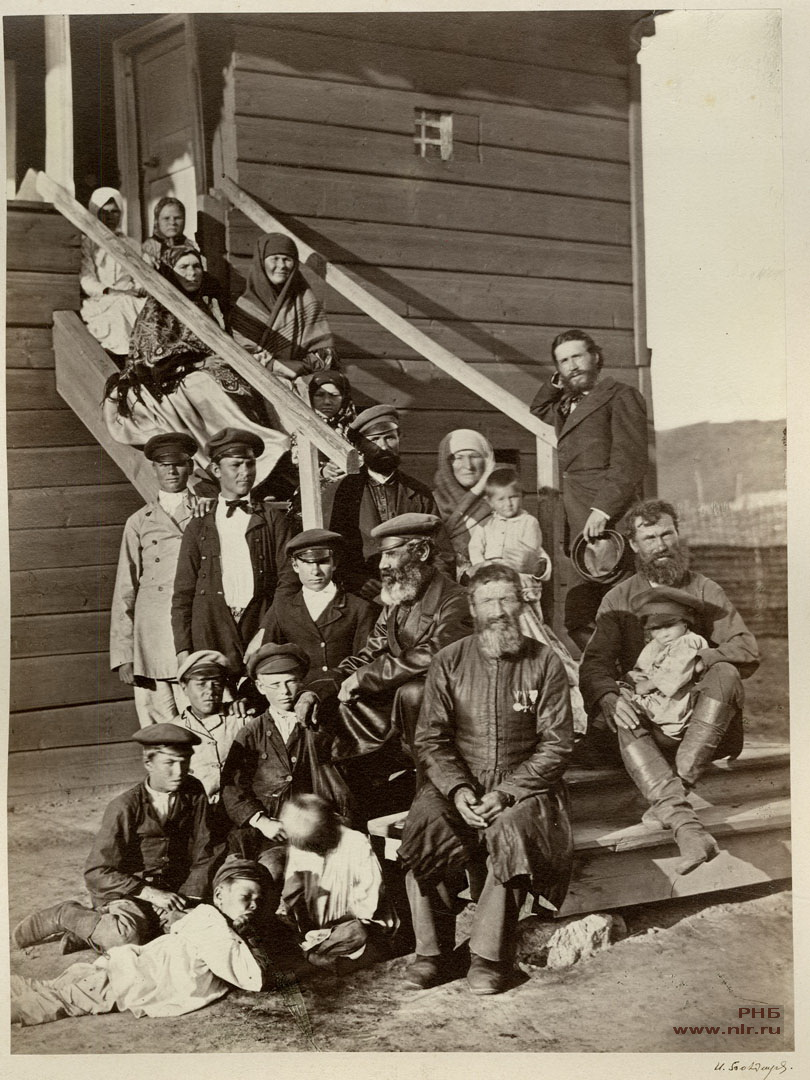
Kozácká rodina, Cimljanskaja, 1875–1876
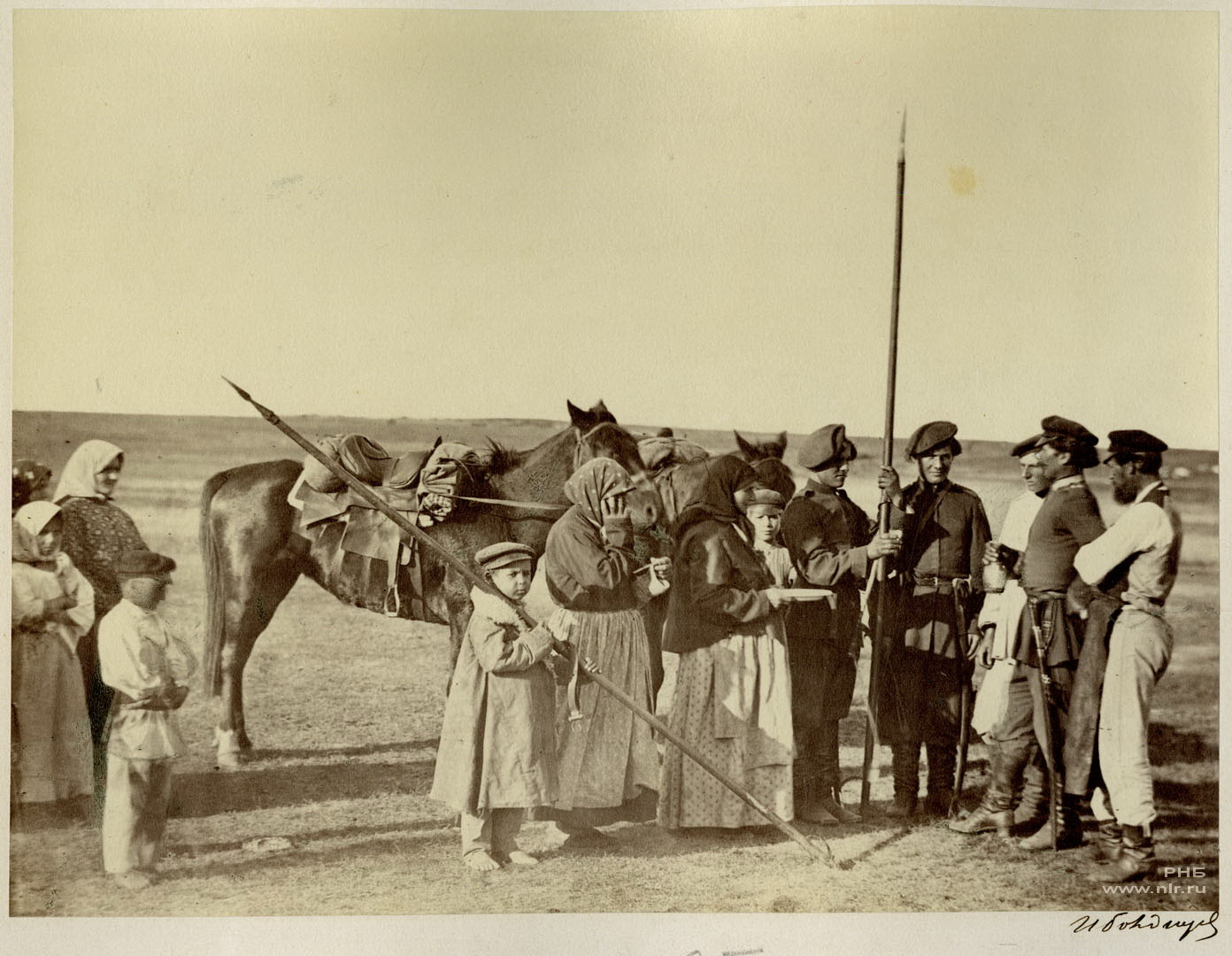
Zástupy donských kozáků do práce, 1876
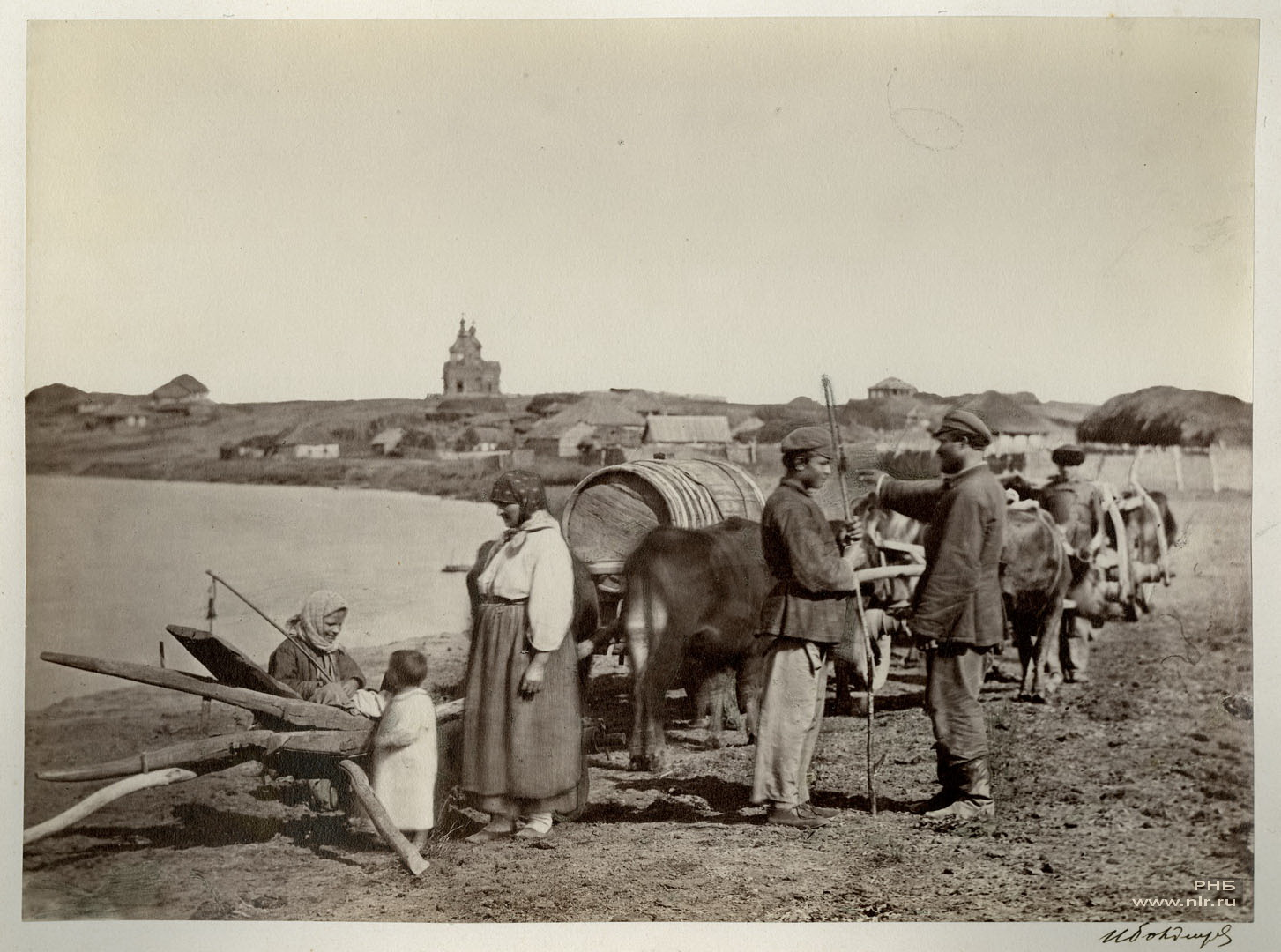
Kozáci jdou na pole, 1875–1876
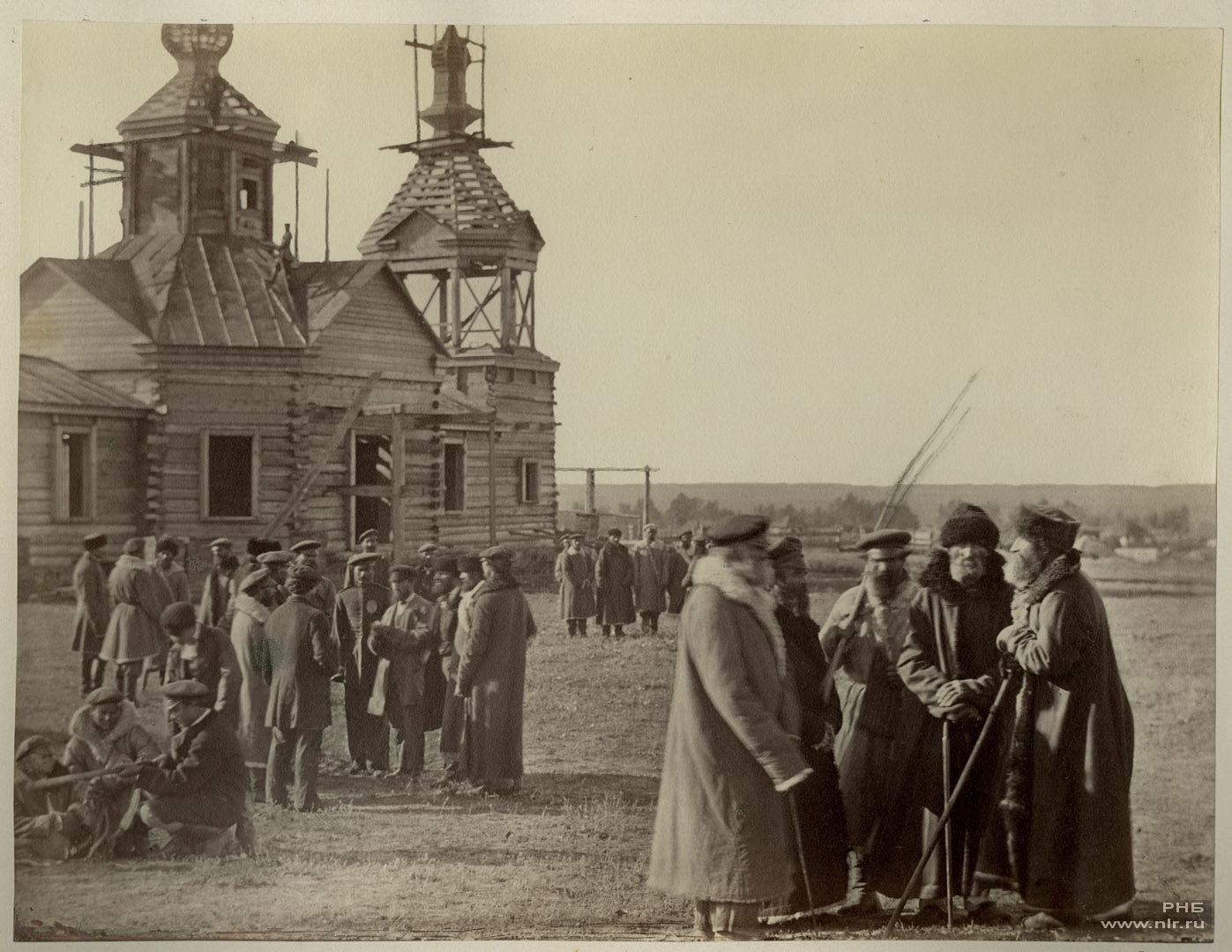
Kozáci na farmě Gnutov, Esaulovskaja, 1875–1876
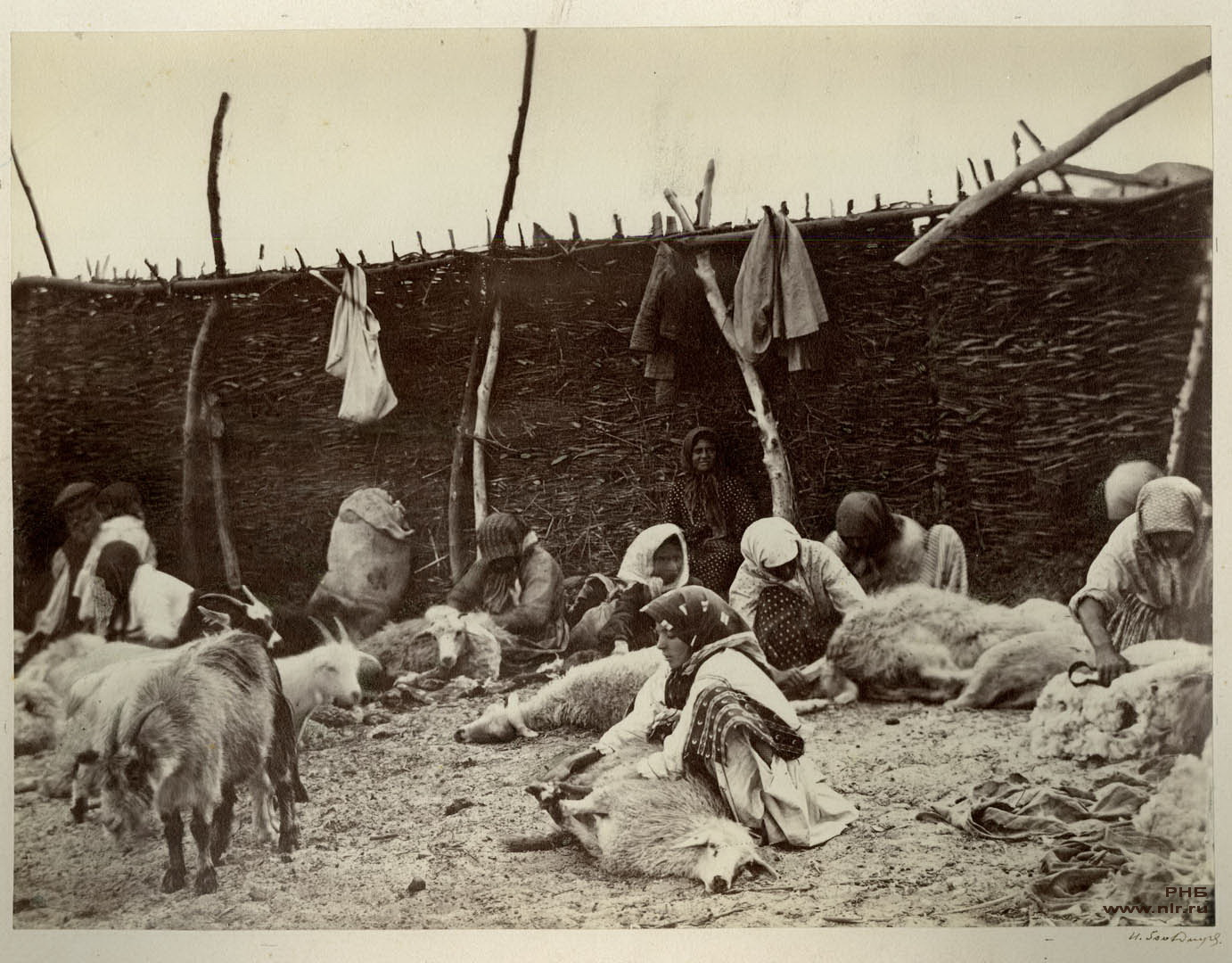
Stříhání ovcí, kozácká dědina Cimljanskaja, 1875–1876
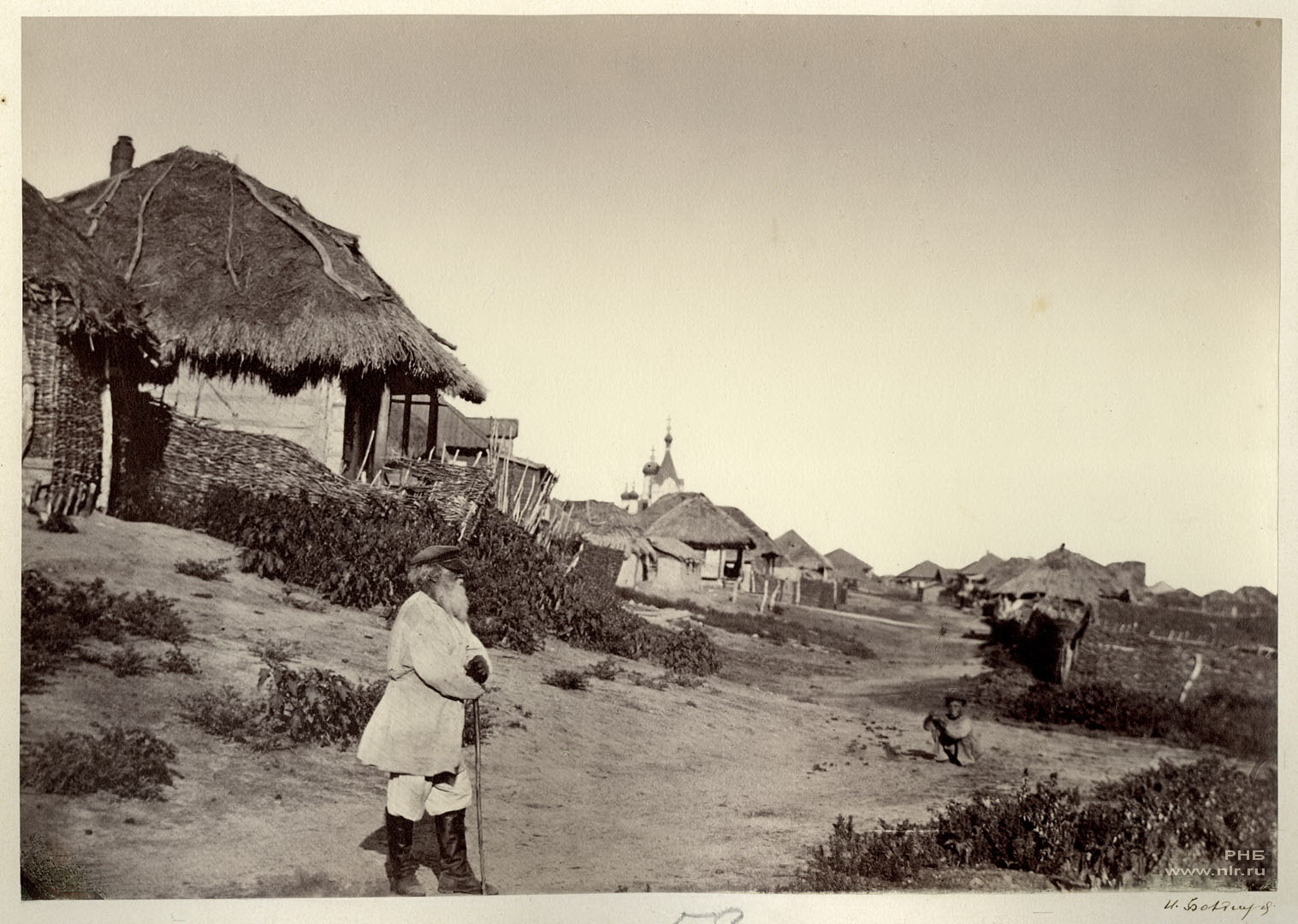
Vesnice Kumšackoja, 1875–1876
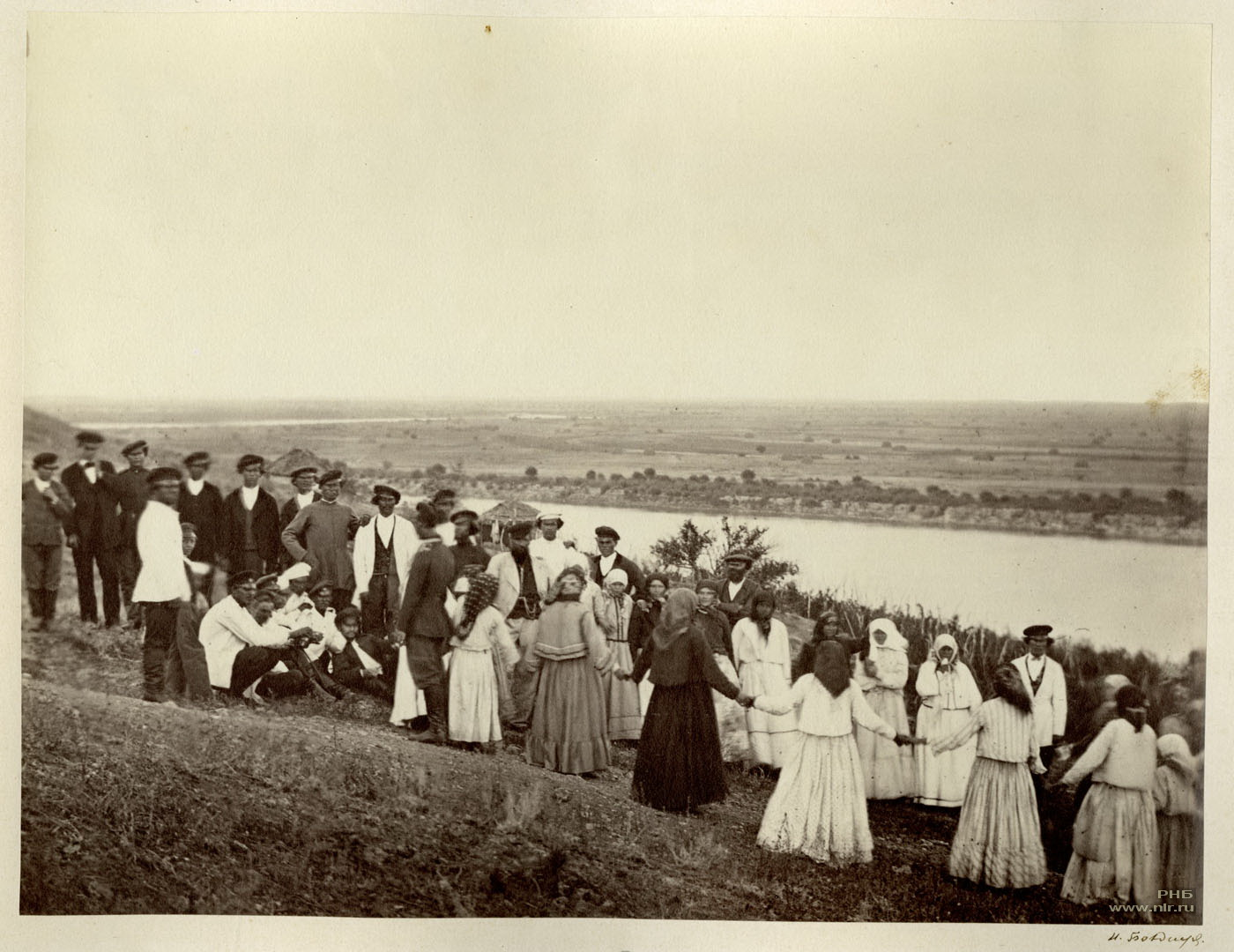
Cimljanskaja
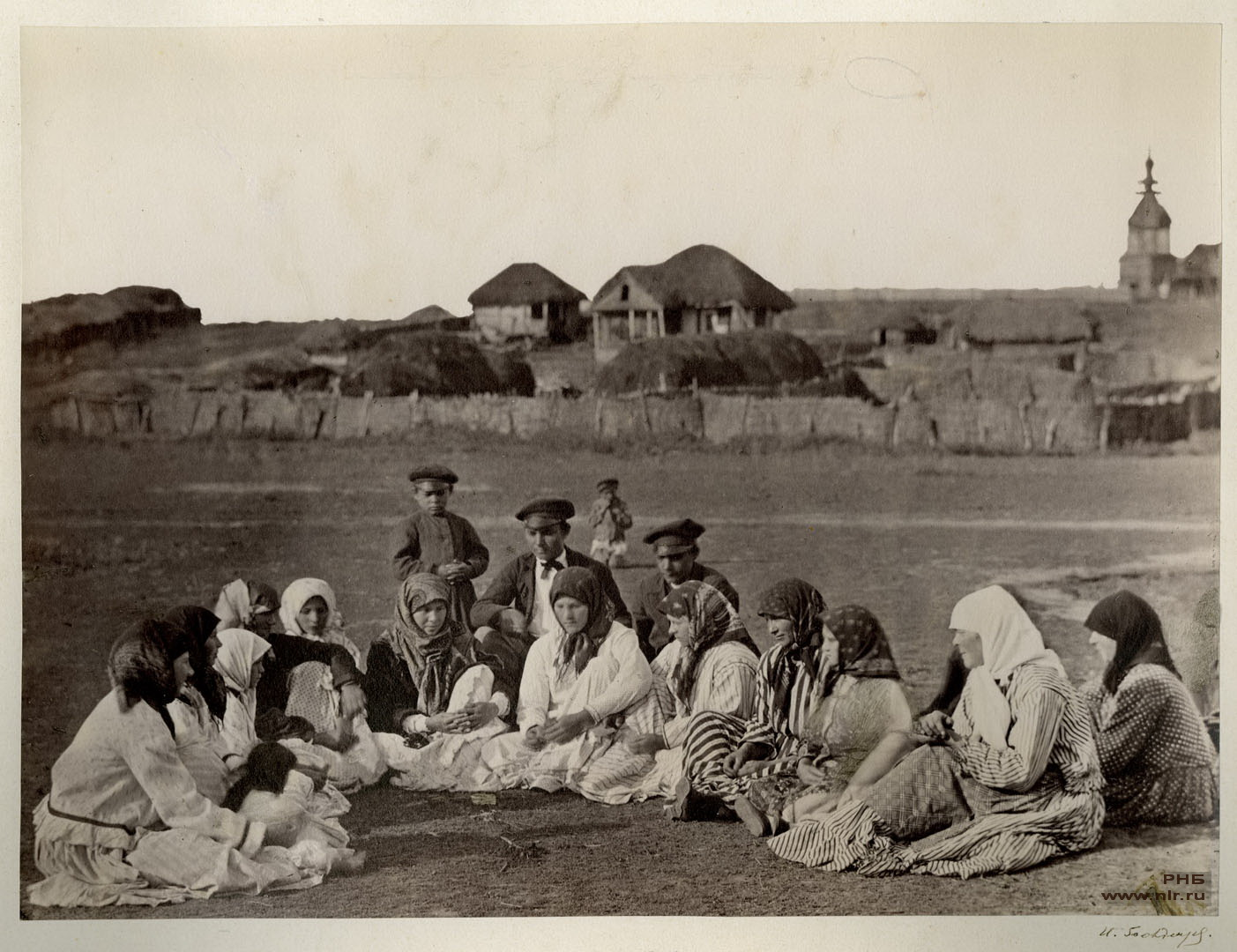
Kozácká dědina Cimljanskaja, ulice ve svátek, 1875–1876
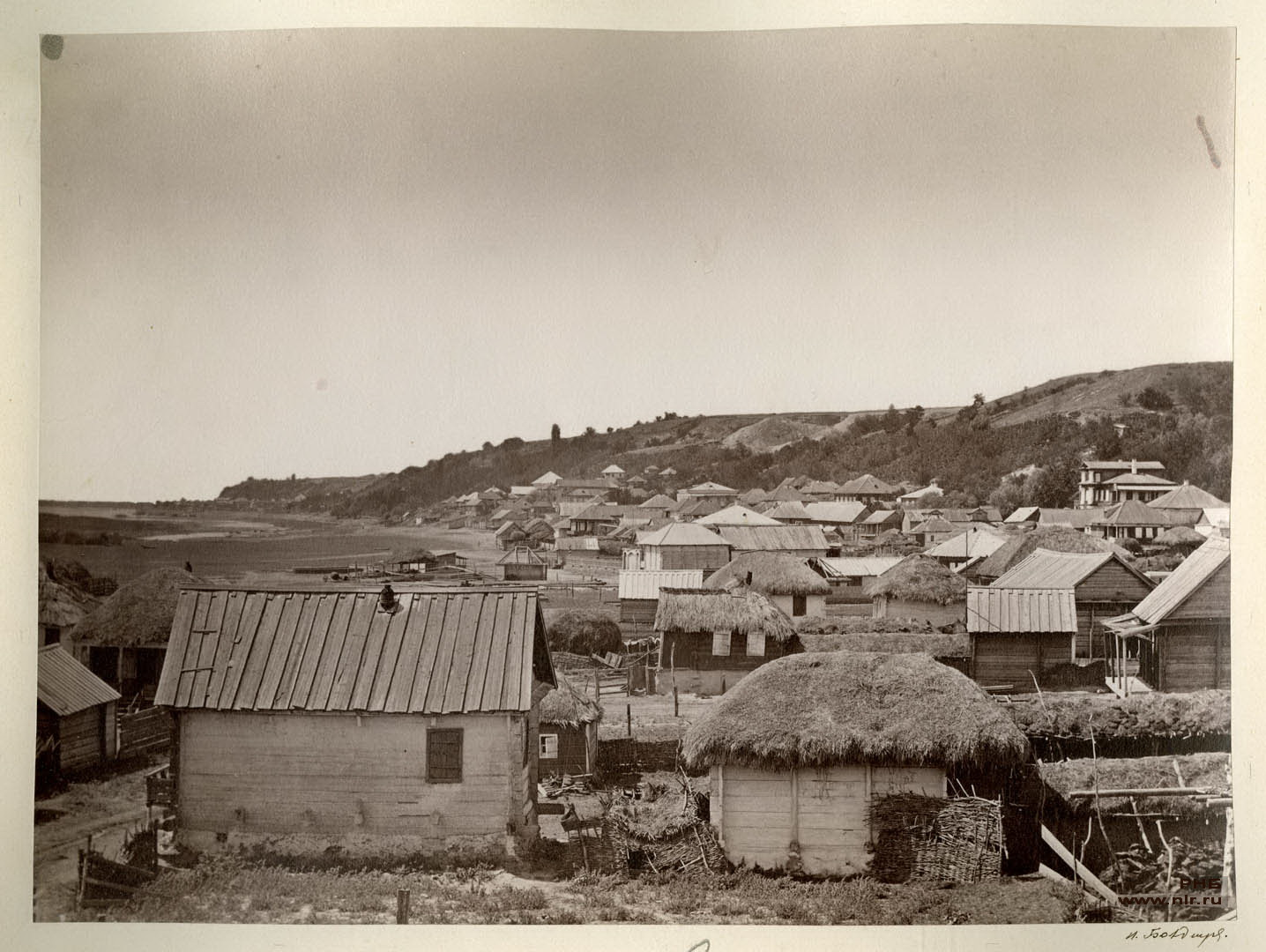
Kozácká dědina Cimljanskaja, pohlednice, 1875–1876